# Astragalus holopterus
Astragalus holopterus är en ärtväxtart som beskrevs av Aleksandr Andrejevitj Bunge. Astragalus holopterus ingår i släktet vedlar, och familjen ärtväxter. Inga underarter finns listade i Catalogue of Life.